# Машгородок
Машгородок — жилой массив в северной части города Миасс Челябинской области, входит в состав Северного территориального округа Миасса.
Машгородок основан в 1959 году, также имеет название «Северная часть (города)».
Район расположен на восточном берегу реки Миасс, у подножия Ильменских гор, в 16 км к северу от железнодорожной станции Миасс I. Граничит с востока с Ильменским минералогическим заповедником, с запада по реке Миасс — с посёлком Тургояк. Автомобильные дороги связывают Машгородок с Карабашом, Златоустом и центром города. В 3 км к западу от района расположено озеро Тургояк.
Население — свыше 45 тыс. человек (2007).
День города отмечается ежегодно, в первое воскресенье июля.

## История

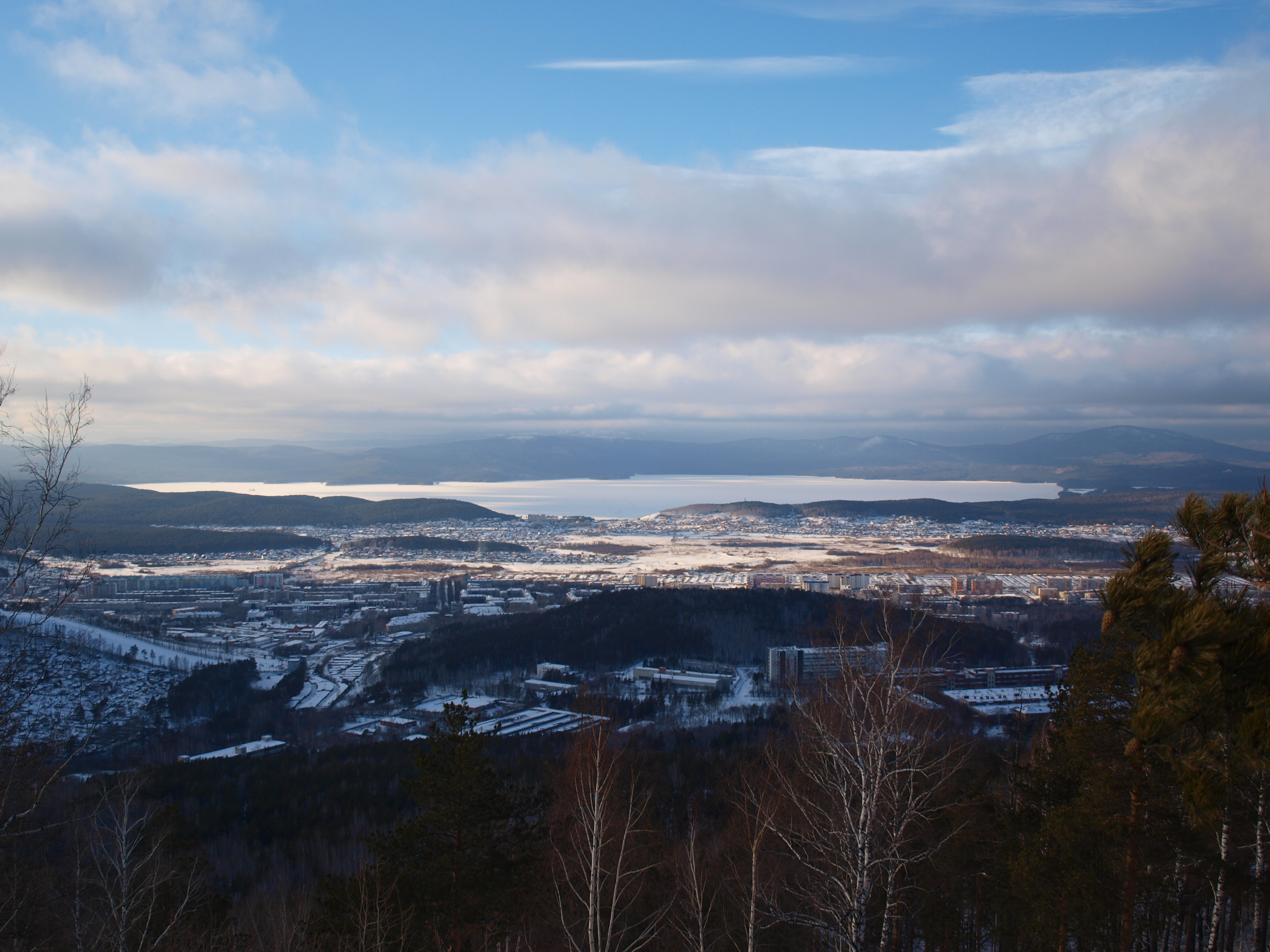
Вид на Машгородок, посёлок Тургояк, озеро Тургояк и Заозёрный хребет с Центрального Ильменского хребта

- 1955 — начало строительства новой площадки для СКБ-385 в Златоусте[3]
- 1958 — приезд на строительную площадку СКБ-385 секретаря ЦК КПСС по вопросам оборонной промышленности Л. И. Брежнева[4]
- 1959 — перебазирование СКБ-385 из Златоуста в Миасс
- 1959 — сданы в эксплуатацию первые 4 жилых дома[5], начали работать «Гастроном № 1» (сейчас магазин «МАГНИТ»)
- 1959 — открыта школа № 6[6]
- 1961 — открыта больница и поликлиника
- 1962 — построены автодороги Миасс — Златоуст (34км) и Машгородок — Автозавод (12км)
- 1962 — сдан в эксплуатацию кинотеатр «Восток» на 500 посадочных мест (сейчас торгово-развлекательный комплекс «Восток»)
- 1963 — открыта музыкальная школа[7]
- 1963 — построена и задействована первая очередь Тургоякской ТЭЦ[8]
- 1965 — открыт клуб юного техника
- 1965 — открыта школа № 25
- 1961—1965 — сдано в эксплуатацию 30 домов
- 1966 — на берегу озера Тургояк создан яхт-клуб «Заря»[9][10]
- 1966 — опробована и пущена в эксплуатацию первая в Челябинской области канатно-буксирная дорога для горнолыжников
- 1966 — начало строительства первых 9-этажных домов
- 1967 — впервые на Машгородке организован праздник «Проводы русской зимы»
- 1967 — принят в эксплуатацию Дворец культуры «Прометей» на 800 мест с полным набором спортивных и клубных помещений (начало строительства — 1962 год)[11]
- 1968 — открыт спорткомплекс «Заря» — комплекс спортивных сооружений по пр. Чернышевского (район школы № 9)
- 1970 — к 100-летию со дня рождения В. И. Ленина сдан в эксплуатацию Дворец спорта «Заря» с плавательным бассейном и спортивным залом (начало строительства — 1967 год)[12]
- 1970 — открыта школа № 7[13]
- 1973 — введена в эксплуатацию гостиница «Нептун» на 280 мест с рестораном на 200 посадочных мест[14] (начало строительства — 1967 год)
- 1975 — за архитектурный ансамбль Машгородка группа архитекторов и строителей отмечена Государственной премией РСФСР «за проектирование и комплексную застройку Северного района города Миасса Челябинской области при сохранении живописного ландшафта»[15]
- 1975 — открыта школа № 10[16]
- 1978 — открыта школа № 9[17]
- 1979 — открыт Торговый центр общей площадью 8500 м², в котором разместились предприятия торговли, общественного питания и бытового обслуживания (сейчас торговые комплексы «Малахит» и «Престиж», магазины «Дикси», «Пятёрочка», «Красное и Белое», развлекательный комплекс «Звёздный»)
- 1979 — начал работу Миасский электромеханический техникум
- 1981 — открыта детская поликлиника в микрорайоне «К»
- 1981 — открыт лабораторно-учебный корпус на 600 учащихся, в котором разместился филиал ЧПИ (ЮУрГУ)
- 1982 — начал работу крытый рынок на Машгородке (рынок «Северный»)
- 1983 — во Дворце спорта «Заря» открыт восстановительный центр, включающий баню-сауну с бассейном и комнатой отдыха
- 1984 — открыта школа № 18[18]
- 1985 — открыт дворец пионеров «Юность» (сейчас Дом детского творчества «Остров»)
- 1985 — открыт шахматный клуб
- 1985 — в день 40-летия Победы советского народа в Великой Отечественной войне состоялось открытие памятного монумента «Народу — победителю, народу — созидателю»[19]
- 1985 — открыт магазин «Мебель»
- 1985, 1 февраля — пущена в эксплуатацию первая в городе троллейбусная линия (маршрут № 2 «Машгородок — Лепешковая»)[20]
- 1990 — открыта школа № 19[21]
- 1991 — начал работать Банно-оздоровительный комплекс
- 1991 — начал работать Центр занятости населения[22]
- 2008 — завершено строительство многоквартирного 14-этажного дома по адресу пр. Октября, 69 (этот дом строился в течение 22 лет, с 1986 по 2008).
- 2010 — открыт детский парк с Памятником скрепке

## Предприятия
- Государственный ракетный центр — Открытое акционерное общество «Государственный ракетный центр имени академика В. П. Макеева» (ОАО «ГРЦ Макеева»), с 1947 — разработка ракетно-космической техники.
- ОАО «НПО электромеханики», с 1958 — производство датчиков, систем контроля, инерциальных навигационных систем.
- Миасский машиностроительный завод — ОАО «Миасский машиностроительный завод» (ММЗ), с 1959 — производство компонентов ракетных систем, кондитерского оборудования, пивоваренного оборудования, нефтехимического оборудования, автоэлектроники, и аксессуаров, систем отопления, кварцевого стекла.
- ФГУП микрографии «Эталон», с 1963 — проведение научно-исследовательских и опытно-конструкторских работ
- ЗАО «Южураларматура Сантехник» (Миасский завод трубопроводной арматуры), с 1988 — производство стальных задвижек, чугунных кранов и вентилей.
- ООО «КТБмаш», с 1989 — производство оборудования для птицефабрик.
- ООО «Миасские кухни», с 1989 — производство мебели под товарным знаком «LORENA».
- ЗАО «Предприятие „Системы Папилон“», с 1989 — разработка и производство дактилоскопических систем.
- ЗАО «Сонда Технолоджи», с 1989 — разработка и производство дактилоскопических систем.
- ЗАО «Асептические Медицинские Системы» (АМС), с 1990 — производство асептической ламинарной техники.
- ЗАО «Миасский завод медицинского оборудования», с 1990 — производство асептической ламинарной техники.
- ЗАО «Научно-производственная фирма „ТЕКО“», с 1990 — производство фасовочно-упаковочного оборудования, линий производства макаронных изделий, грануляторов для торфа.
- ООО «Егоза», с 1991 — производство колючей проволоки «Егоза».
- ЗАО «Ивкор», с 1991 — производство корпусной и мягкой мебели.
- ЗАО «НПП „МЕДИКОН“», с 1991 — производство гироскопической и медицинской продукции.
- ЗАО «Аэрокосмос», с 1992 — проведение научно-исследовательских и опытно-конструкторских работ.
- ЗАО «Гримма-Миасс-Нефтемаш», с 1995 — проектирование АЗС, нефтебаз, складов ГСМ, нефтеперерабатывающих заводов, нестандартного емкостного оборудования; производство оборудования для АЗС, нефтебаз и НПЗ; установок для разогрева битума, газоуловителей систем жидкостного охлаждения, отопительных котлов, емкостей для пищевой и пивоваренной промышленности, прогулочных плавсредств (катамаранов и тримаранов).
- НПП «Уникон», с 1995 — производство медицинских инструментов и медицинского оборудования.
- ЗАО «Южно-Уральский специализированный центр утилизации», с 1995 — комплексная утилизация любых видов техники и оборудования.
- НПП «Генерис», с 1997 — производство бактерицидных облучателей.
- ЗАО «Ламинарные системы», с 2000 — производство асептической ламинарной техники.
- ООО «Кондитерская фабрика „Сладбург“», с 2005 — производство кондитерских изделий.
- ООО «Черновской Хлеб», с 1995 — производство хлеба и хлебобулочных изделий, хлебокомбинат на проспекте Макеева 27а.

## Образование
В Машгородке действуют более 20 детских дошкольных учреждений и 6 средних школ: лицей № 6, школы № 7, № 9, № 10, № 18, № 19. 

Профессиональное среднее образование представлено Лицеем № 89, Миасским электромеханическим техникумом, филиалом Челябинского юридического колледжа.

Высшие учебные заведения представляет Электротехнический факультет Миасского филиала Южно-Уральского государственного университета

Кроме того, в Машгородке есть ряд учреждений дополнительного образования, в том числе «Школа вузов», Детская школа искусств № 3, Дом детского творчества «Остров».

## Культурные учреждения
В Машгородке действуют Детская школа искусств № 3 им. В. А. и В. Я. Лопатко, Дом детского творчества «Остров», Дворец культуры «Прометей», Центральная городская библиотека им. Ю. Н. Либединского, Филиал центральной городской библиотеки.

## Религия
- Храм православный в честь образа Божией Матери «Достойно Есть» (Машгородок)

## Социальные учреждения
В Машгородке работают дом ребёнка «Солнышко» и детский дом. Также в жилом массиве действует пожарная часть, Северный отдел полиции, Центр занятости и Управление социальной защиты населения.

## Медицинские учреждения
В Машгородке работает Городская больница № 4, включающая стационар и поликлинику, детская и стоматологическая поликлиники, несколько частных клиник и стоматологических салонов, а также аптеки («Нью-Фарм», «Классика», «Медуница»).

## Спорт и отдых
В Машгородке функционирует стадион «Северный», Дворец спорта «Заря» с плавательным бассейном, бильярдные и боулинг-центры, спортивная детско-юношеская школа, шахматный клуб и горнолыжный центр «Райдер».
Также в Машгородке работает банно-оздоровительный комплекс.

## Развлекательные заведения
В Машгородке работают несколько ресторанов («Нептун»,), кафе ("Ильмены, «М5») 

На территории торгового центра работает развлекательный комплекс «Звездный».

В 2010 году на Машгородке была установлена самая высокая скрепка в Мире, которая претендует на место в книге рекордов Гиннеса. Высота скрепки составляет 10 метров.

## Гостиницы
- Гостиница «Нептун»

## Транспорт и связь
В Машгородке действуют все виды городского транспорта Миасса: троллейбус, автобус, маршрутное такси. Автостанция на остановке «Улица Уральских Добровольцев» обслуживает пригородные и междугородние маршруты; здесь останавливаются автобусы, следующие на Челябинск, Златоуст, Екатеринбург, Карабаш, Аргаяш, Нязепетровск;
В районе работают 2 отделения связи и 2 телеграфа.

В Машгородке рассматривались 4 варианта решения транспортной проблемы: монорельс, автобус, трамвай, троллейбус. В конечном итоге был выбран последний вариант, как наиболее дешёвый и эффективный.

К 1990 году в Машгородке намечалось построить кино-концертный зал на 1200 мест и аэродром малых воздушных линий.

## Торговля
В районе действуют более 100 торговых точек, среди них четыре торговых комплекса, магазины крупных торговых сетей («Магнит», «Пятёрочка», «Дикси»), автосалоны и мелкие торговые точки.

## Банки
Население Машгородка обслуживают 4 отделения Сбербанка России, отделения Снежинского банка, Челябинвестбанка, и Райффайзенбанка.

## Виды Машгородка

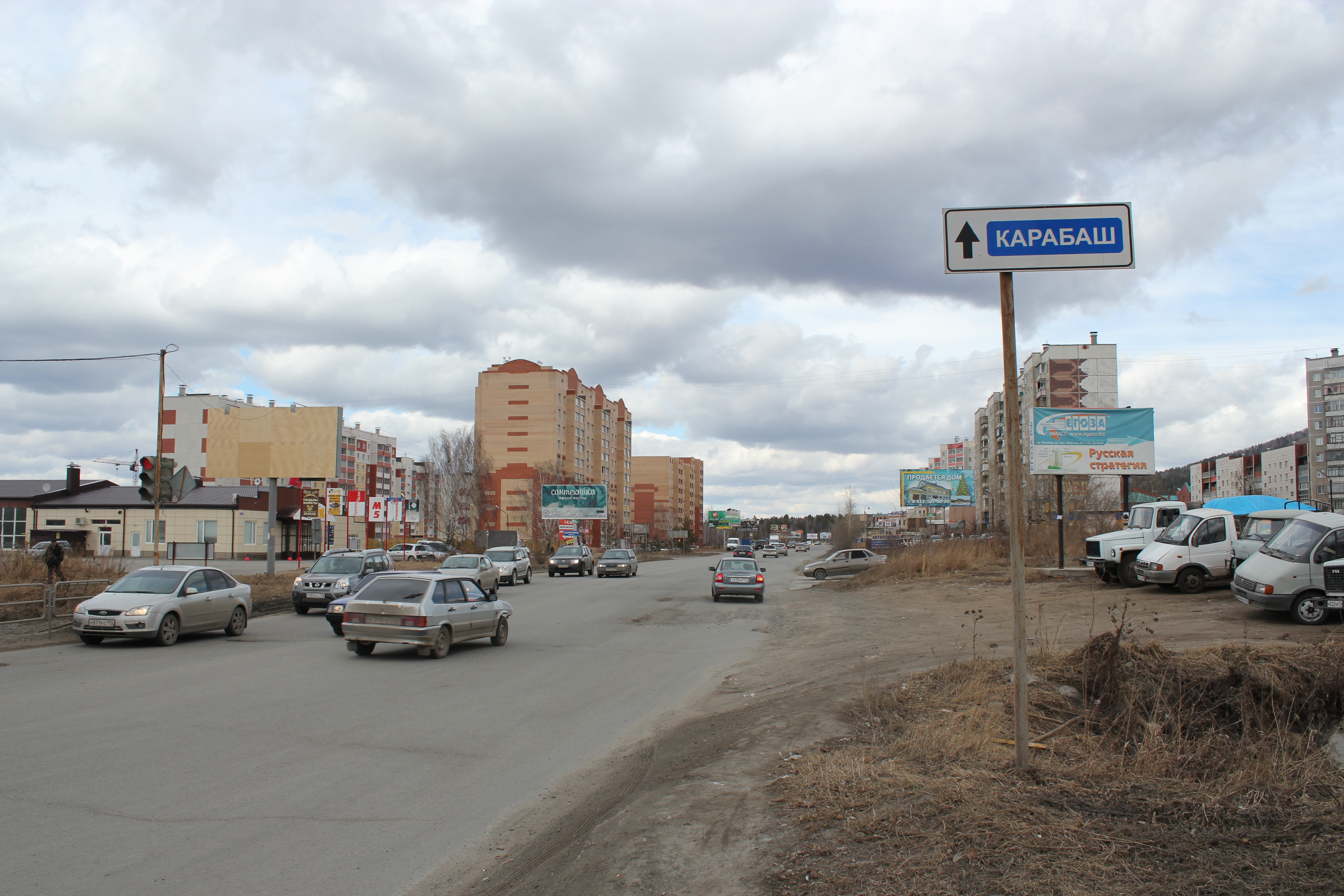
Выезд из Машгородка на север, в сторону Карабаша.
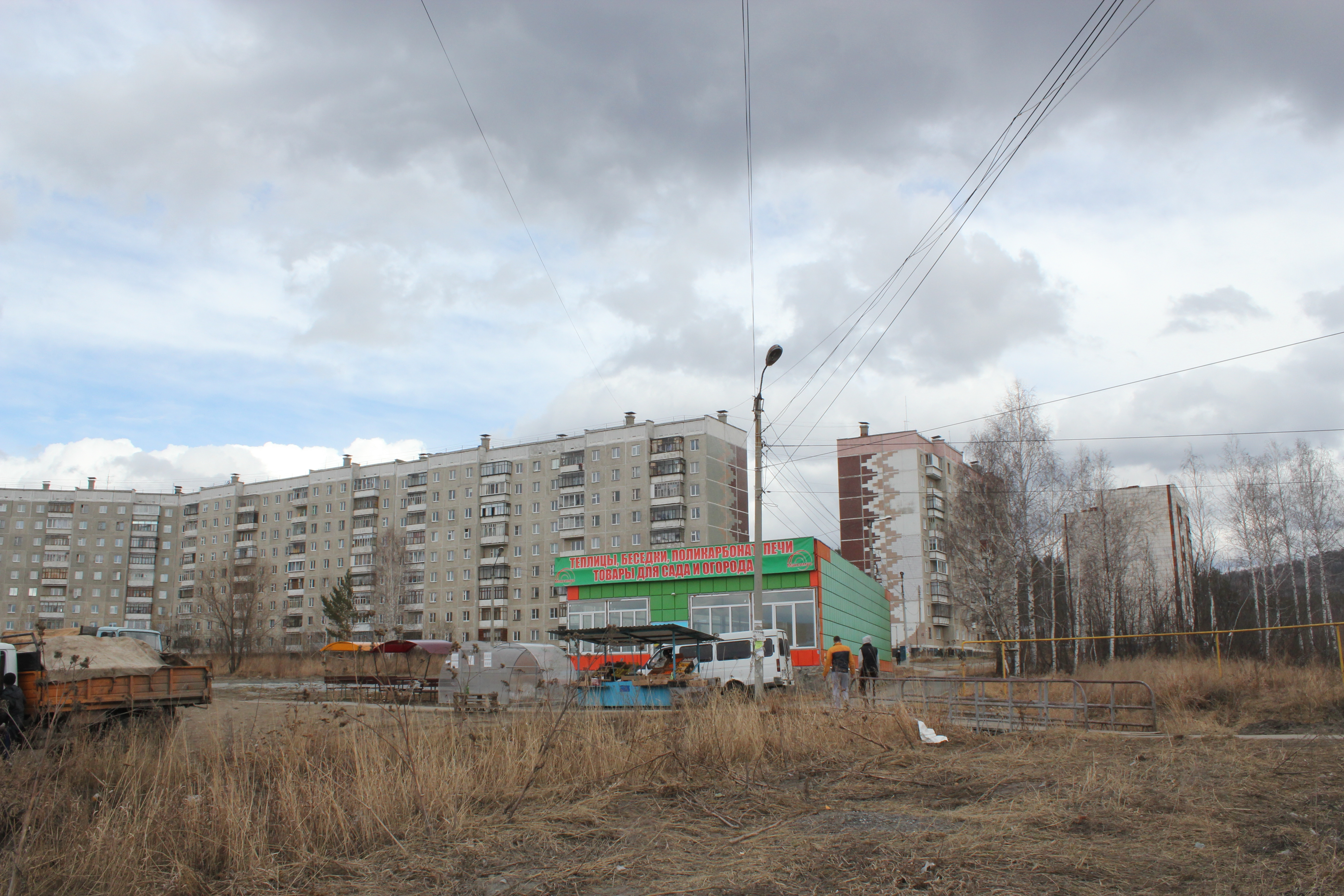
Жилой массив в Северной части Машгородка в г. Миассе. Долгое время был самым северным жилым массивом Машгородка
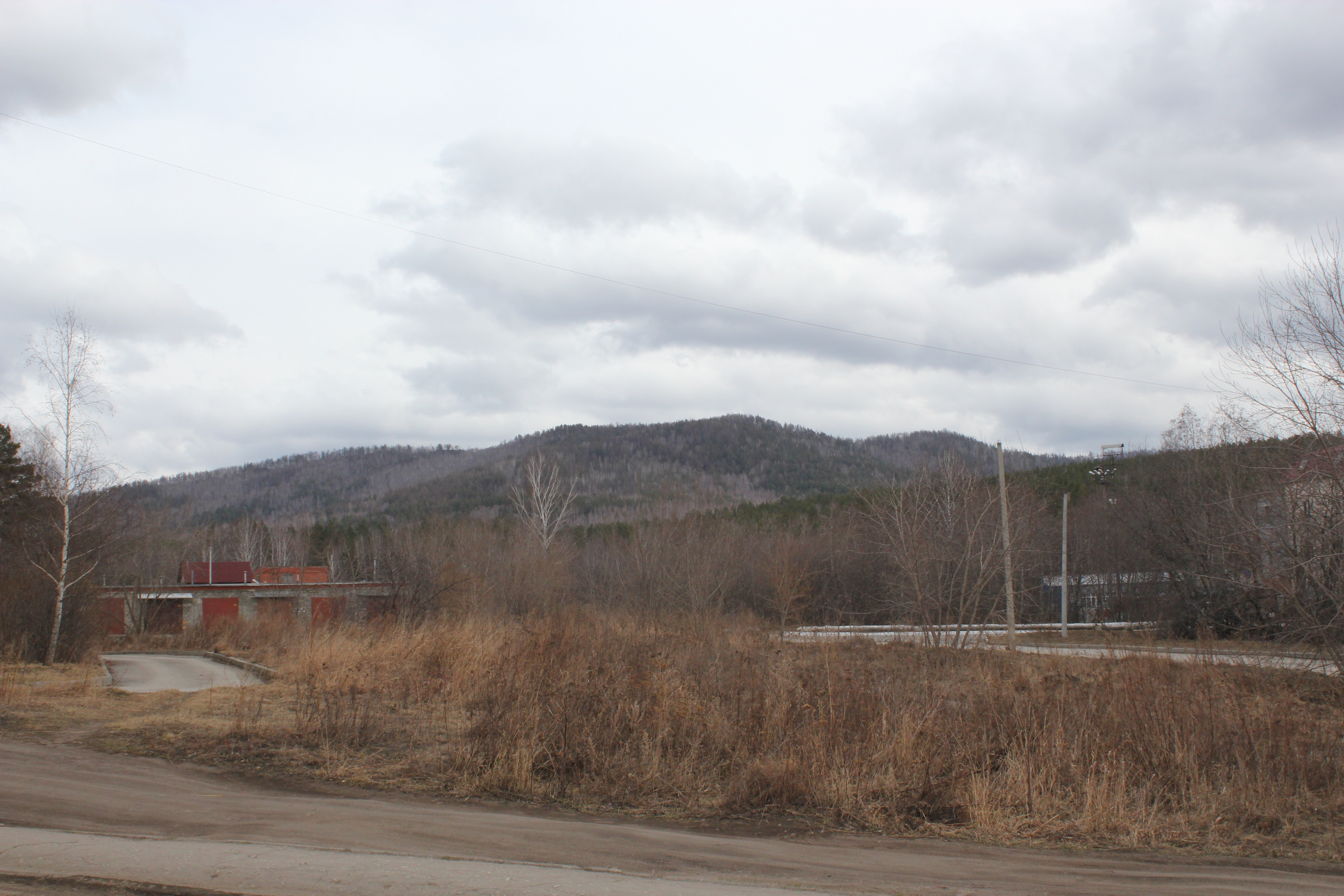
Вид из Машгородка на Ильменский хребет.
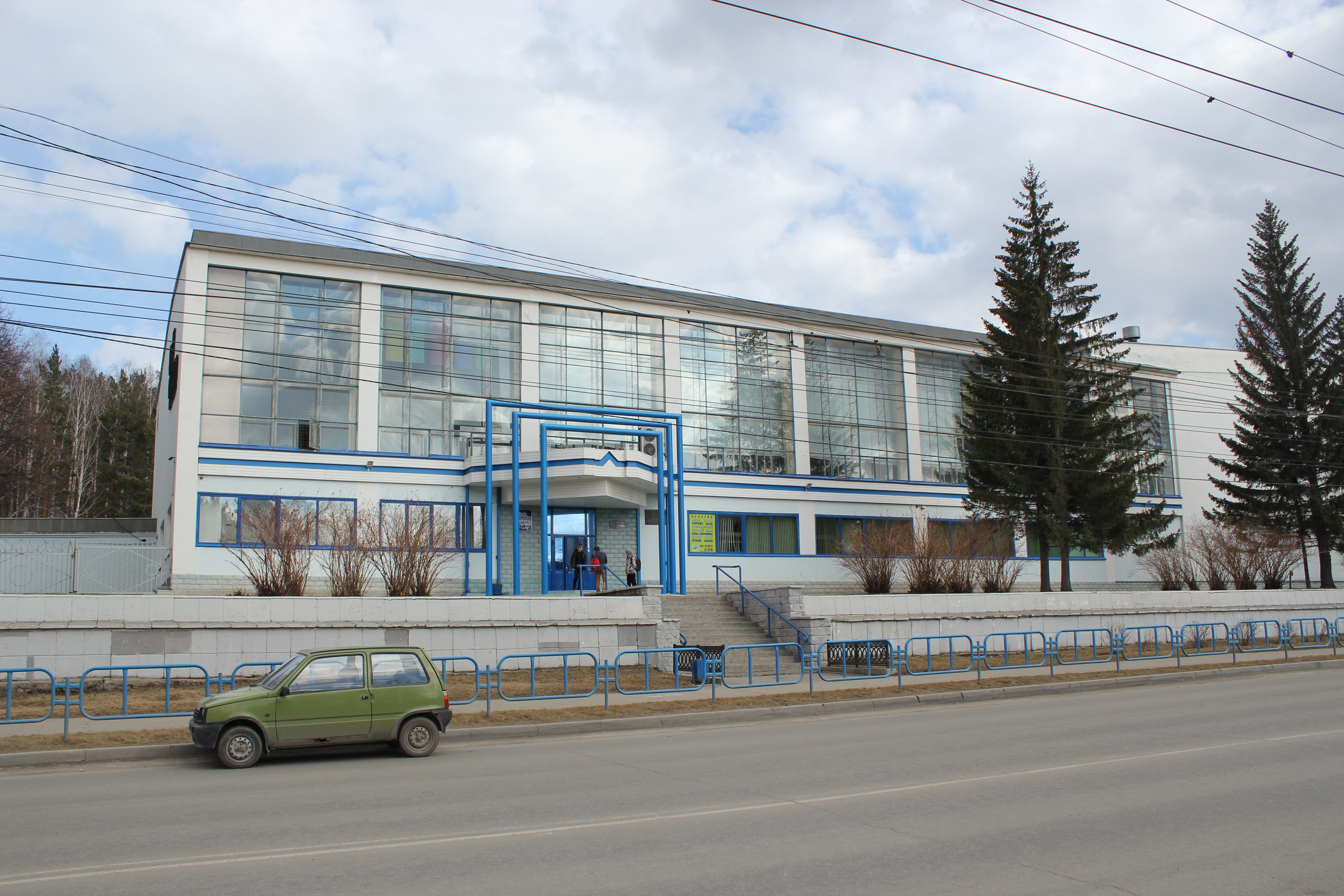
СК «Заря» с плавательным бассейном в Машгородке.
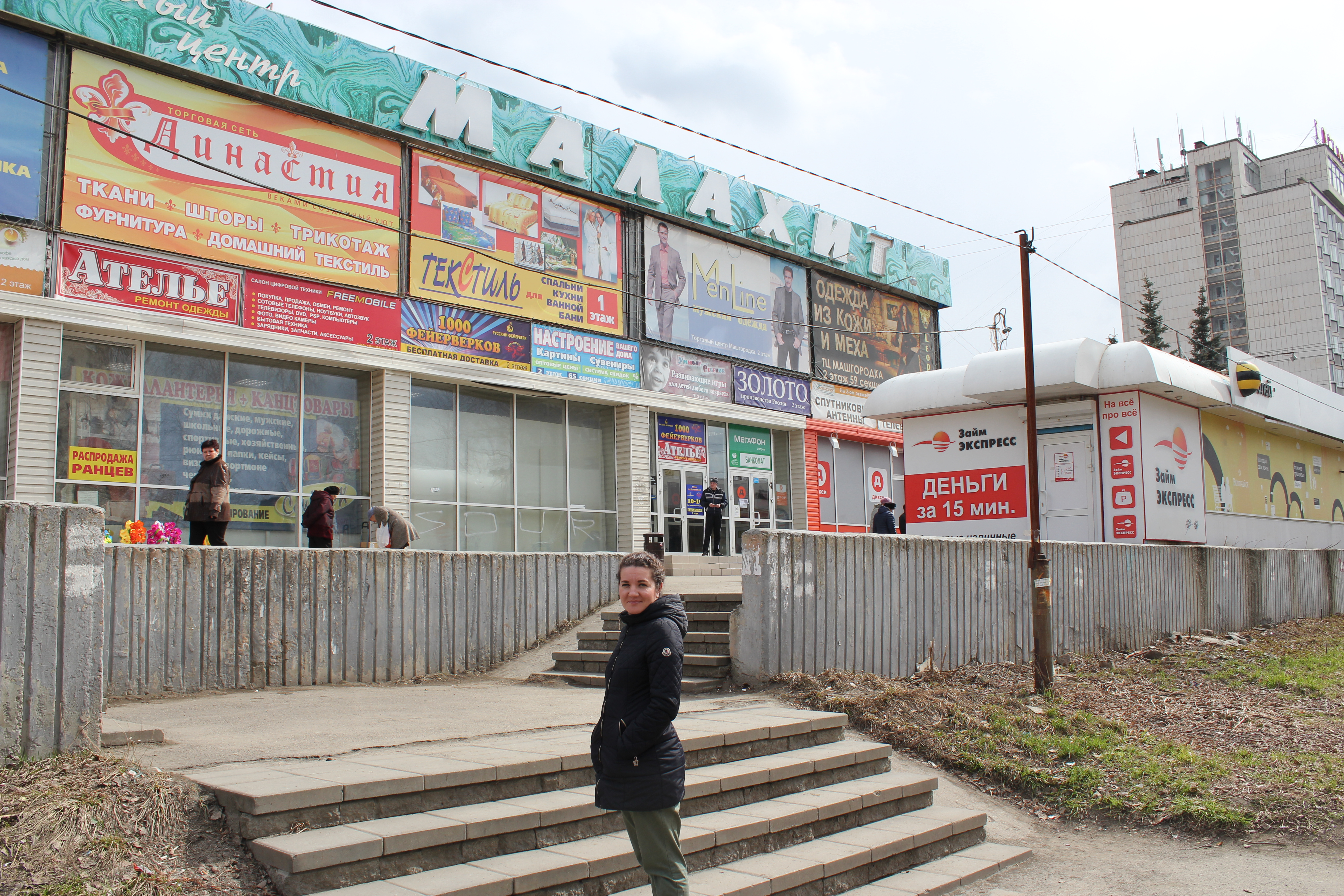
ТЦ «Малахит» в Машгородке.
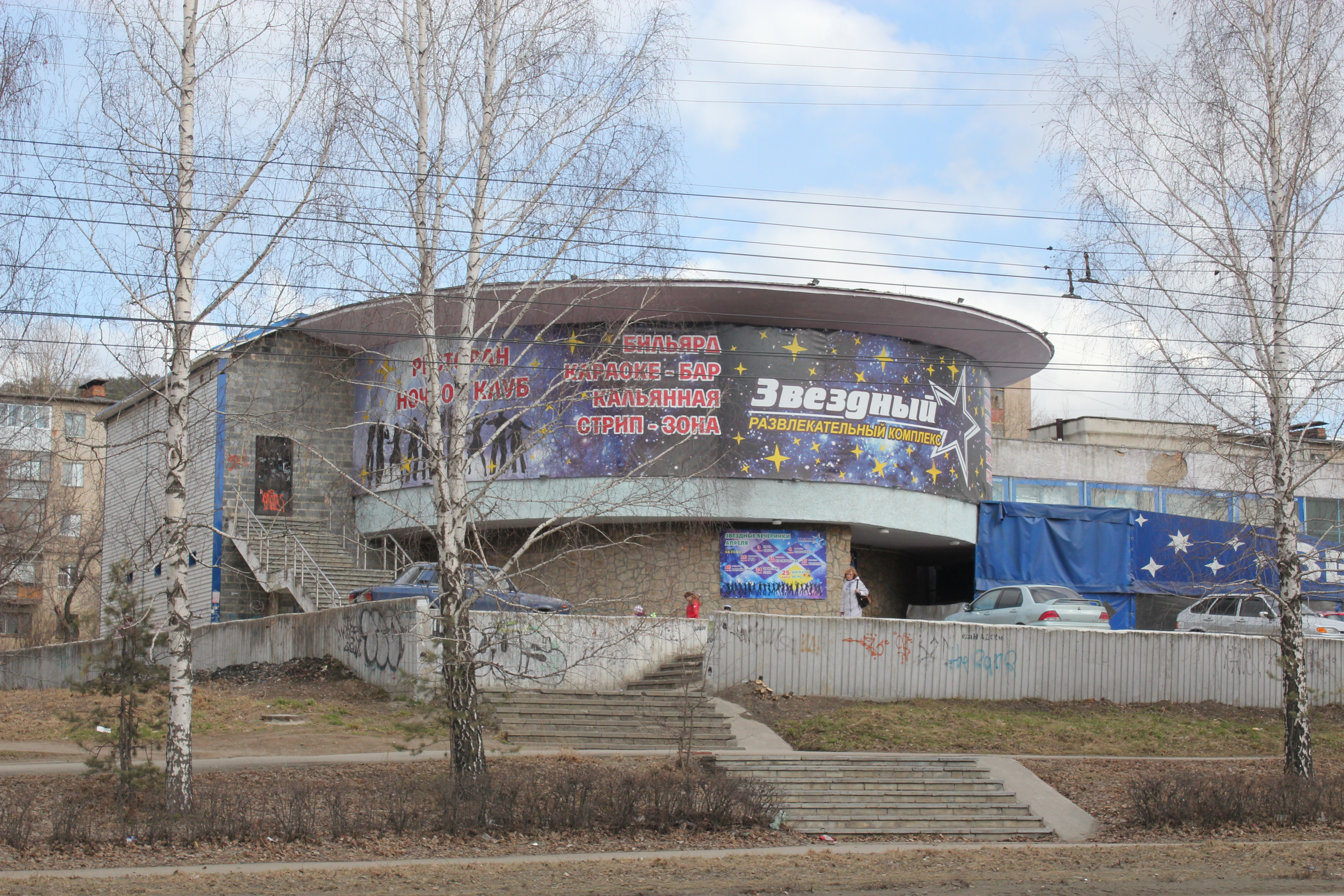
Развлекательный комплекс «Звездный» в Машгородке.
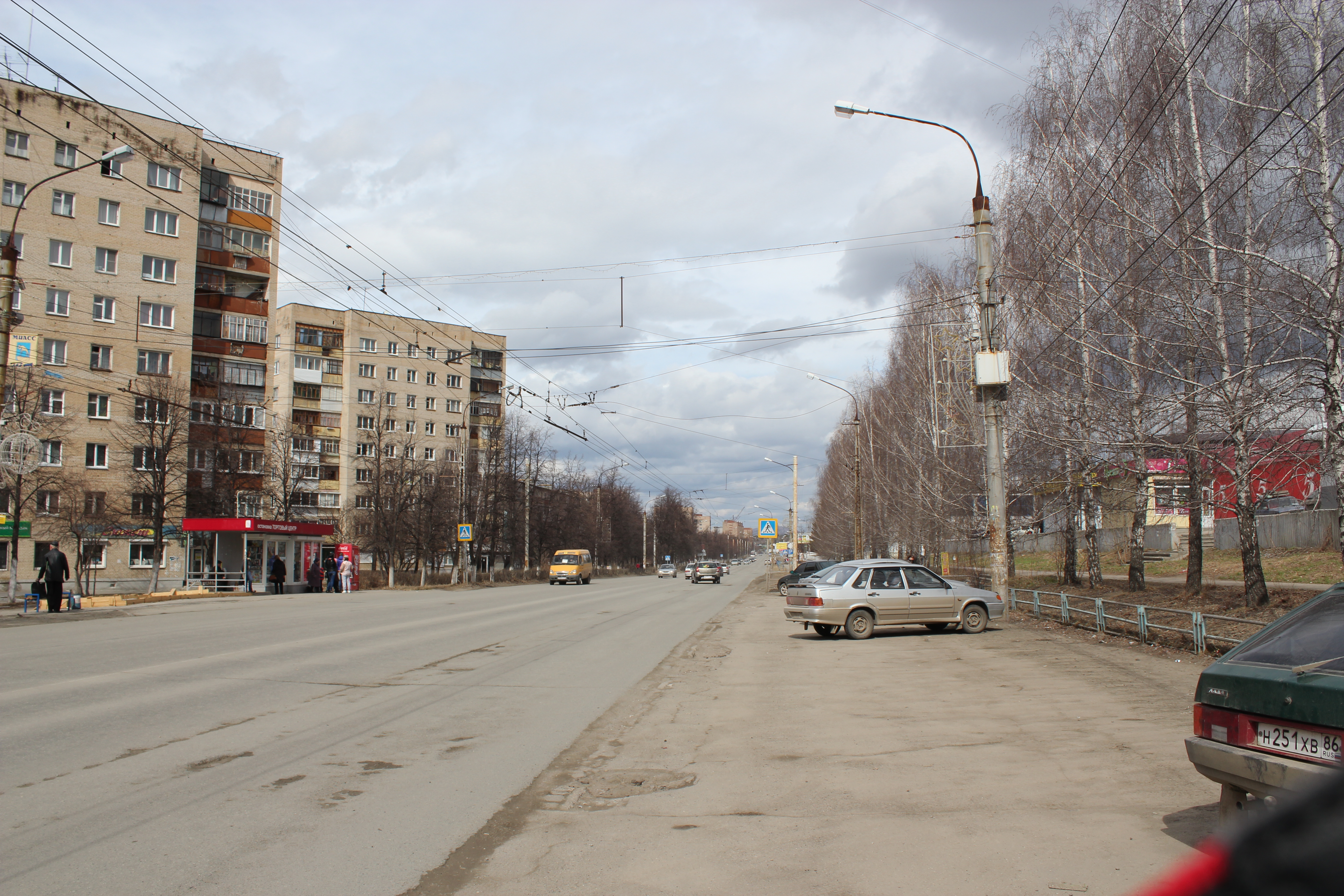
Проспект Макеева — центральная улица Машгородка.
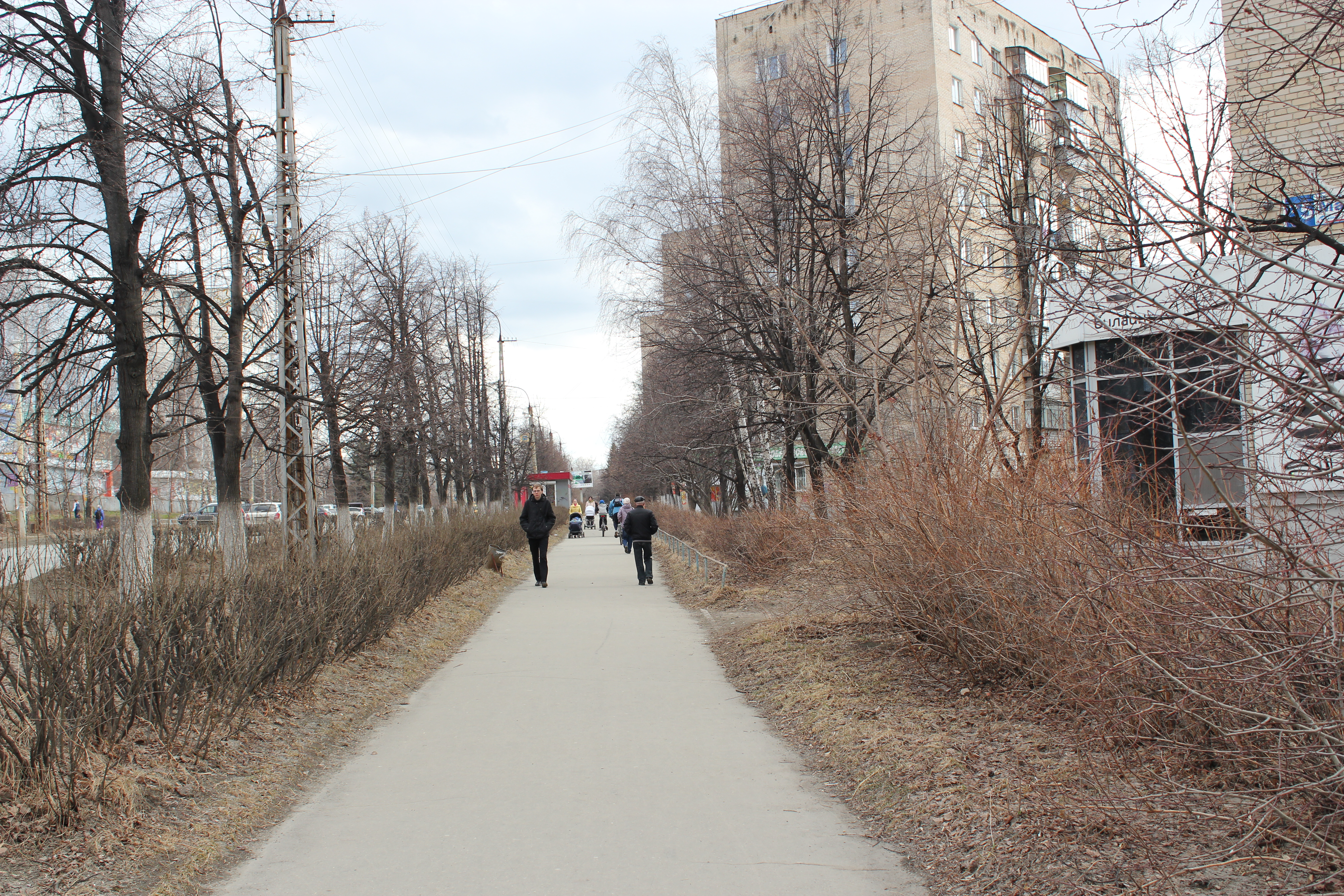
Тротуар вдоль проспекта Макеева в Машгородке.
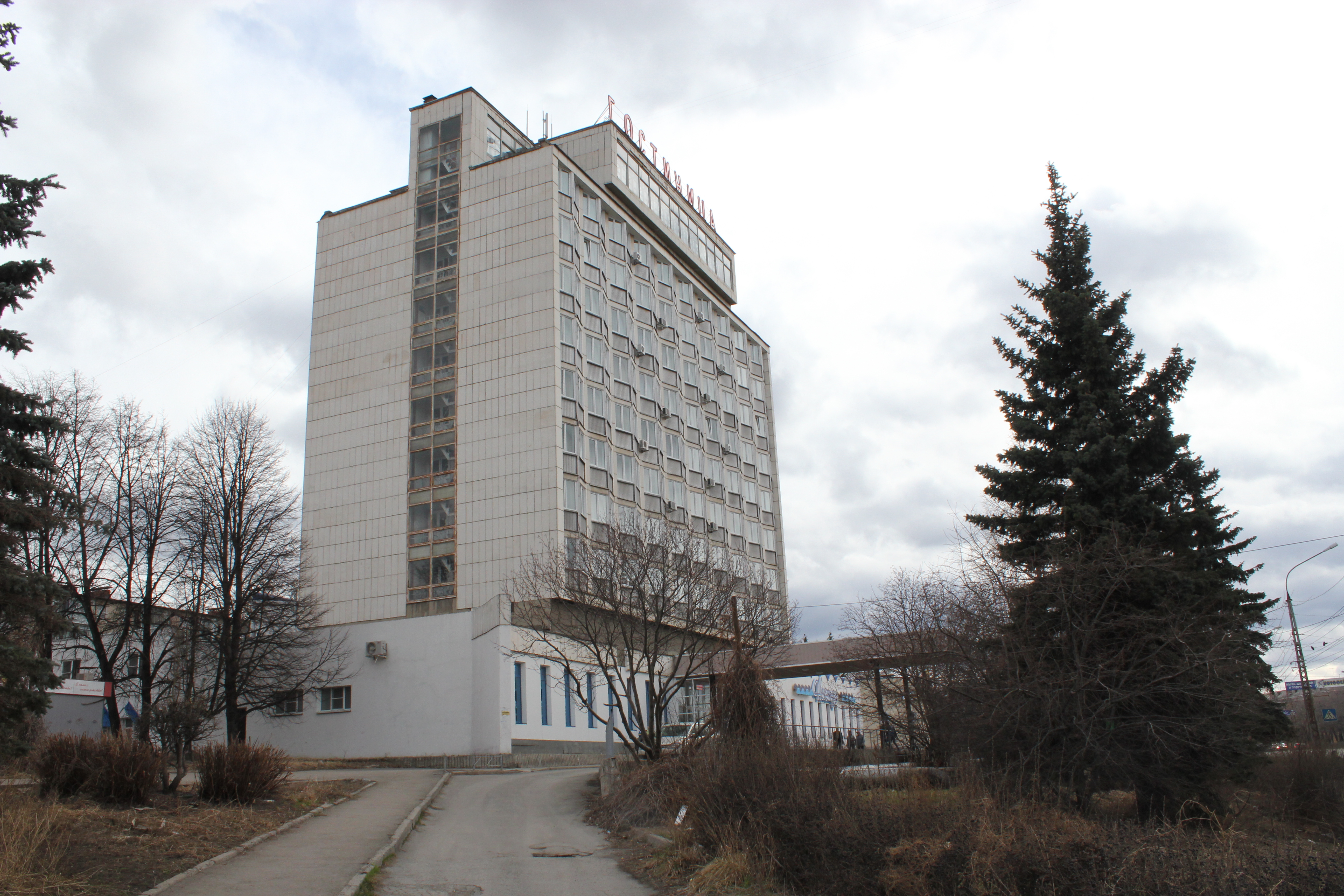
Гостиница «Нептун» в Машгородке в Миассе.
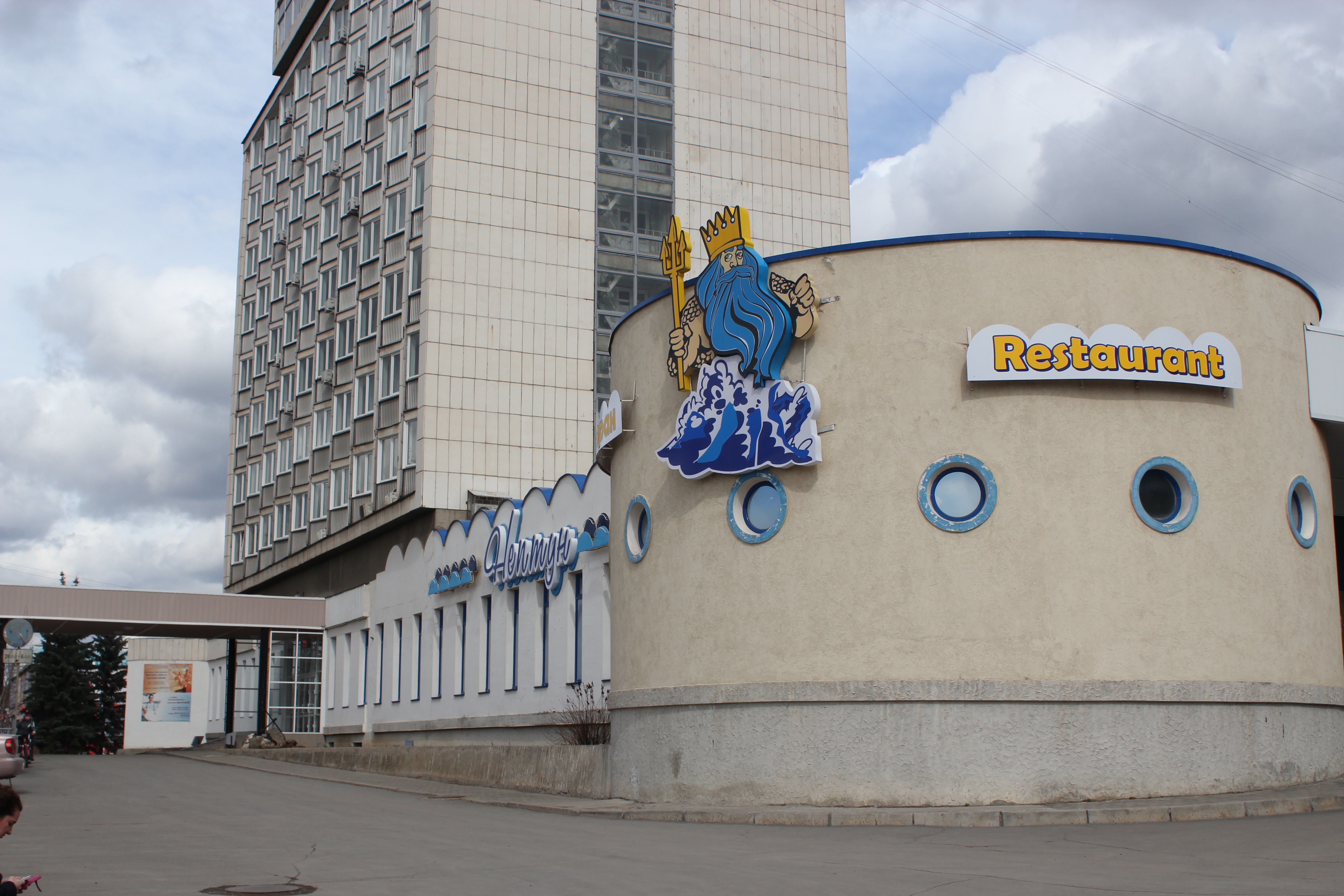
Ресторан «Нептун» в здании одноименной гостиницы в Машгородке.
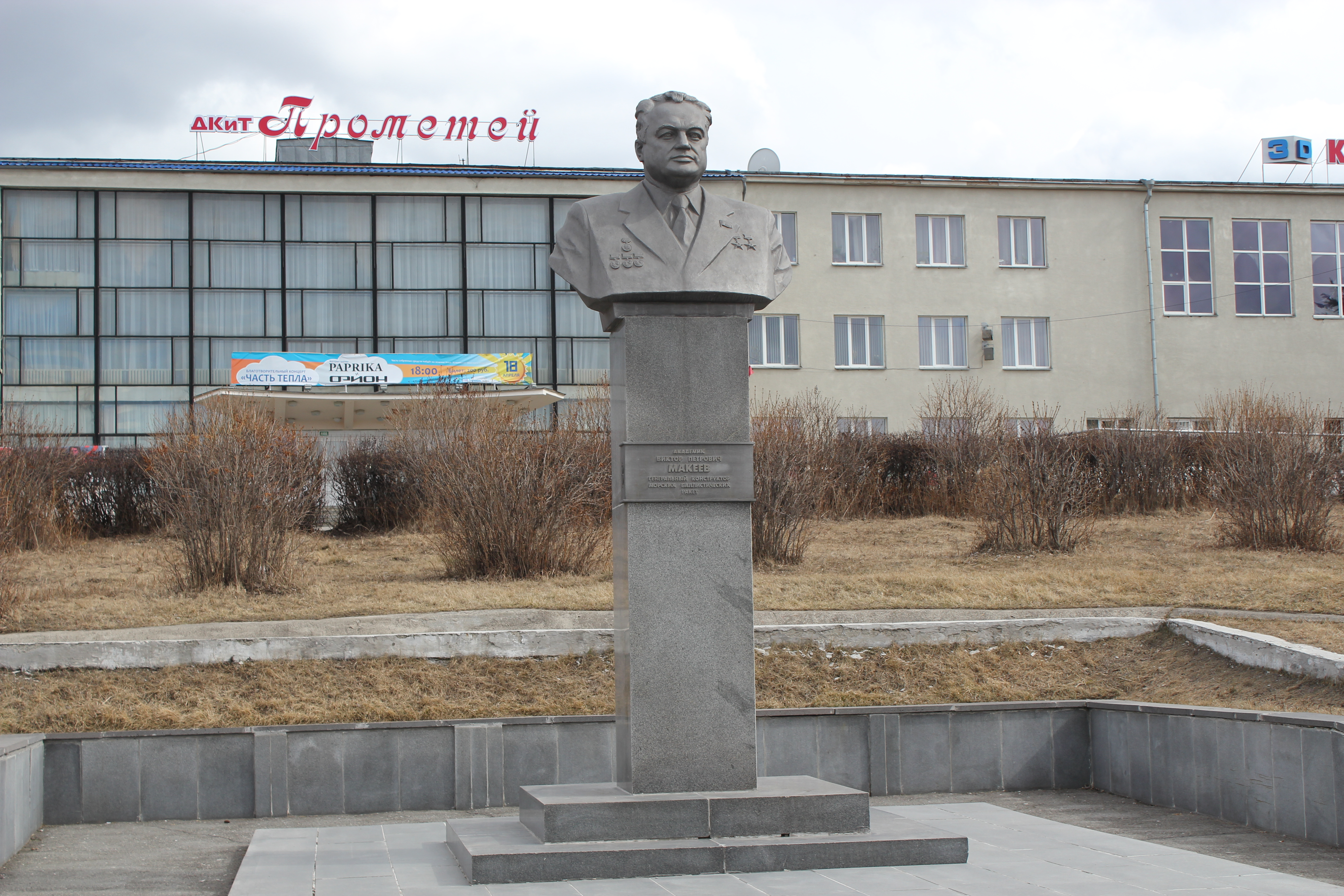
Памятник академику В. П. Макееву в Машгородке.
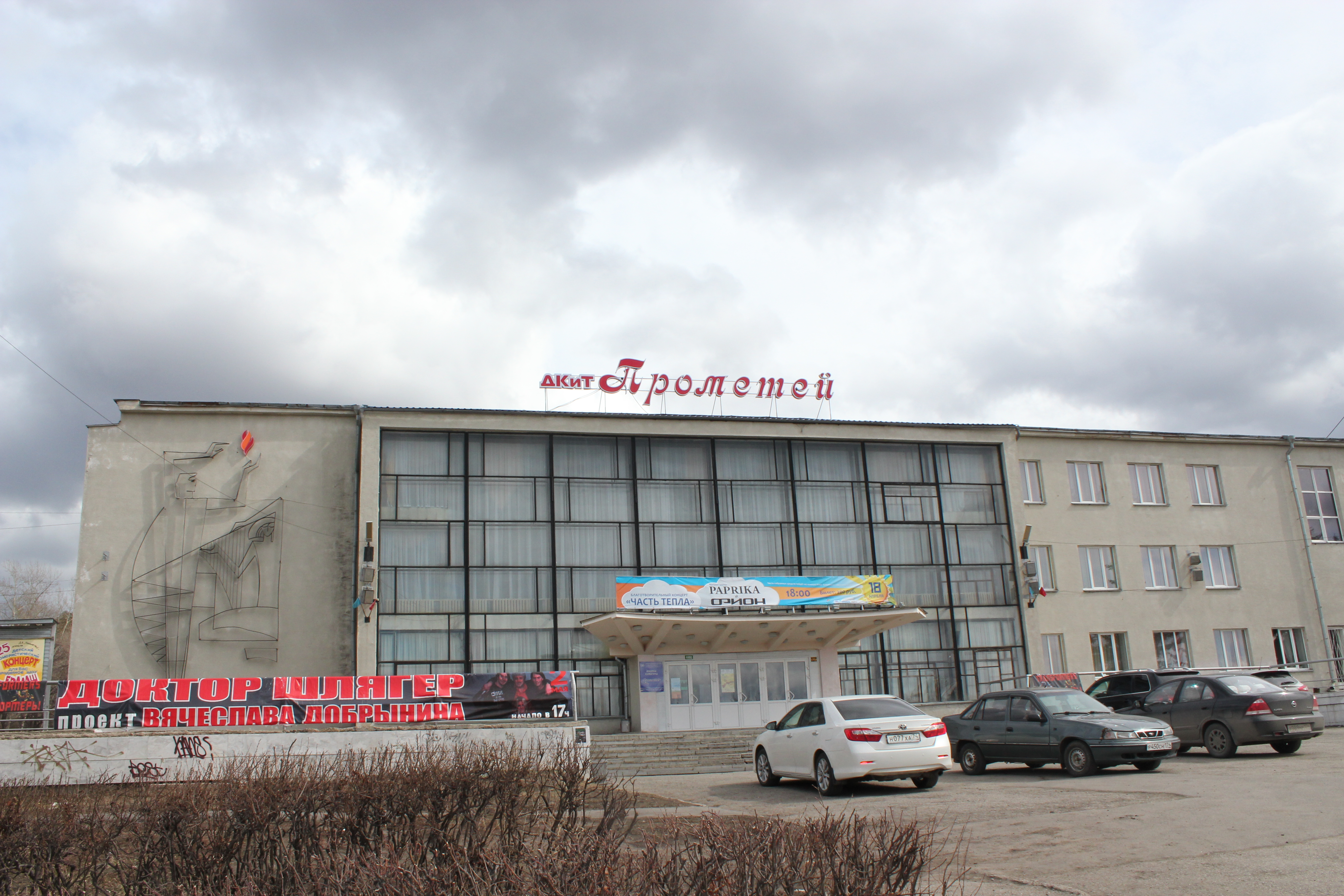
Дворец культуры и творчества «Прометей» в Машгородке.
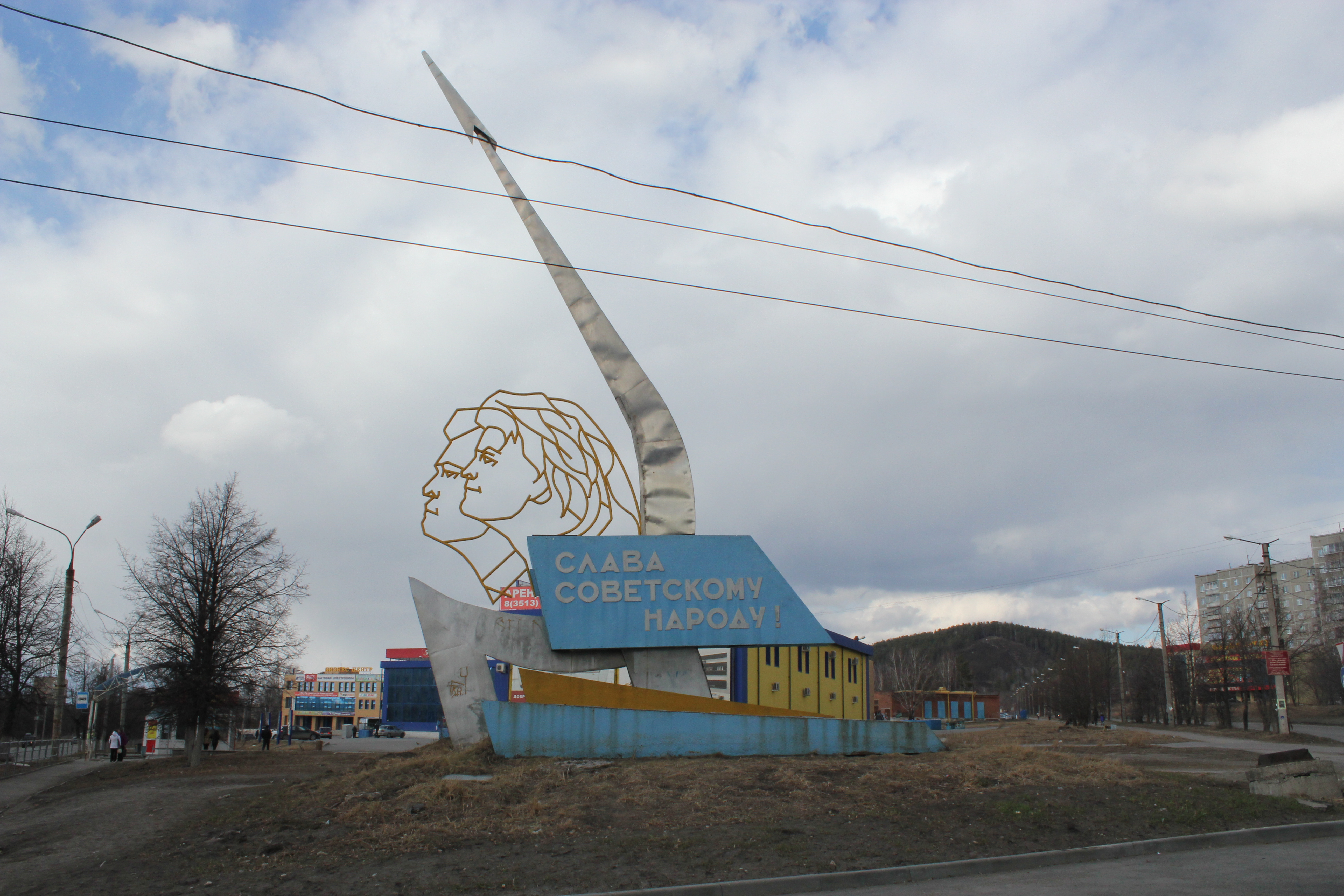
Монумент «Слава советскому народу — Слава труду» в Машгородке.
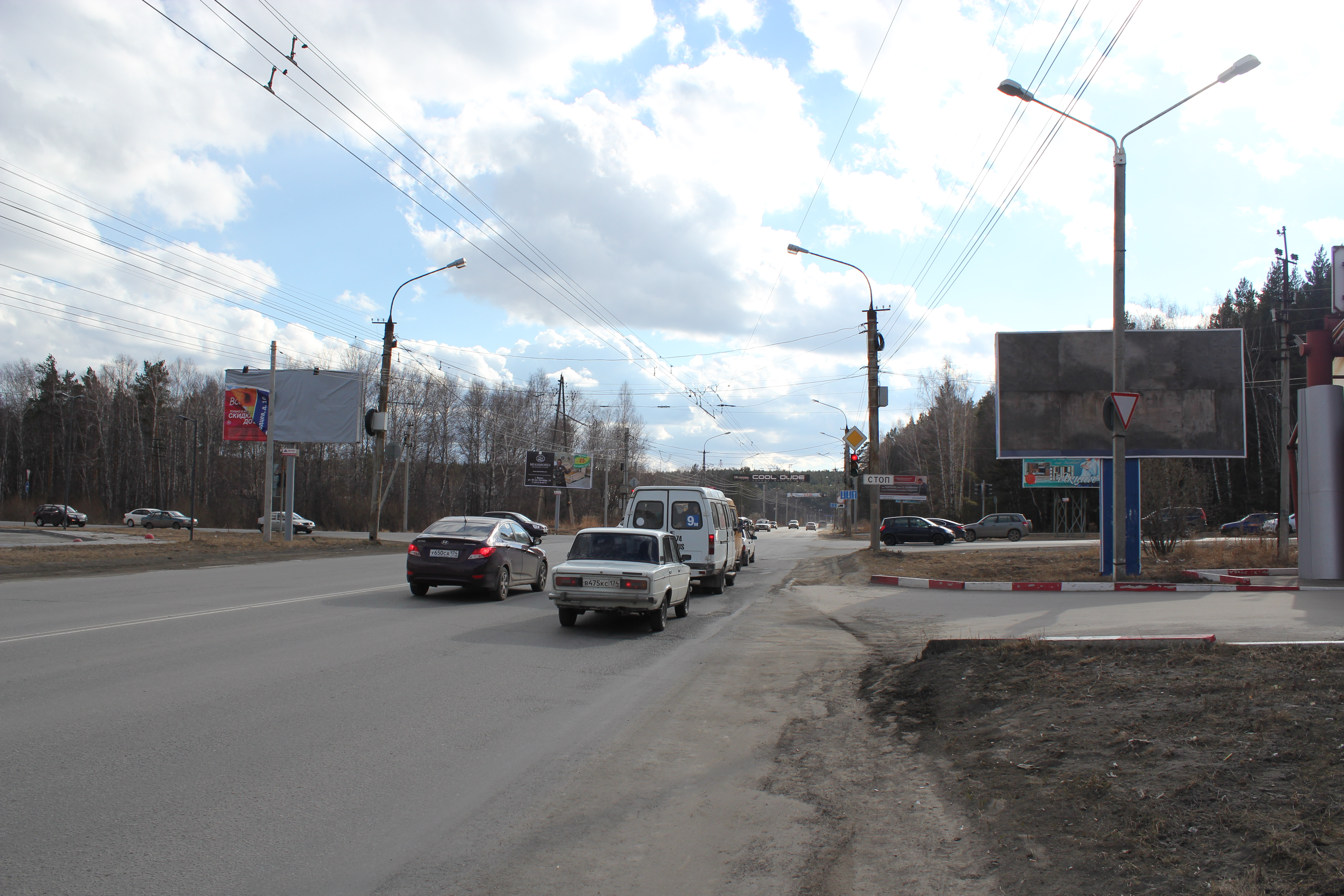
Выезд из Машгородка на юг. Виден лесной массив, отделяющий Машгородок от центральной части города.